# Ryteć (jezioro)
Jezioro Ryteć (ukr. Ритець) – niewielkie jezioro krasowe położone na Polesiu Wołyńskim w grupie Jezior Szackich w obwodzie wołyńskim na Ukrainie w pobliżu miejscowości Koszary. Jezioro znajduje się w dorzeczu Bugu, z którym połączone jest Kanałem Mościckiego.
Wschodni brzeg jeziora (oddalony o 2 km od Jeziora Pulemieckiego) jest piaszczysty, pozostałe – bagniste. Oprócz typowej dla Polesia roślinności (olsza szara, brzoza brodawkowata, sosna zwyczajna, kruszyna pospolita, malina, jeżyna) rosną tu rośliny rzadkie i zagrożone wyginięciem: rosiczka długolistna, żurawina drobnolistkowa, wełnianka. Wśród żyjących w jeziorze ryb najwięcej jest sumików karłowatych, szczupaków, karasi, karpi i kiełbie.